# Relations entre le Chili et la Norvège
Les relations entre le Chili et la Norvège font référence aux relations bilatérales entre la république du Chili et le royaume de Norvège.

## Histoire
Après la première guerre mondiale, le Chili et la Norvège établissent des relations diplomatiques. En 1958, la Norvège a ouvert une ambassade à Santiago. Le Chili a une ambassade à Oslo.
Les deux pays sont membres de l'Organisation de coopération et de développement économiques et des Nations Unies.